# Grado (Spanyolország)
Grado (asztúriai nyelven Grau) egy település Spanyolországban, Asztúria autonóm közösségben. Grado Candamu, Les Regueres, Proaza, Santo Adriano, Oviedo, Teverga, Yernes y Tameza, Belmonte de Miranda és Salas községekkel határos. Lakosainak száma 9688 fő (2024).

## Népesség
A település népessége az utóbbi években az alábbiak szerint változott:
| Lakosok száma | 11 585 | 11 237 | 10 950 | 11 033 | 10 746 | 10 471 | 9980 | 9784 | 9598 | 9688 |
|               | 2001   | 2004   | 2007   | 2009   | 2012   | 2014   | 2017 | 2019 | 2022 | 2024 |